# Simyra albicosta
Simyra albicosta är en fjärilsart som beskrevs av George Francis Hampson 1909. Simyra albicosta ingår i släktet Simyra och familjen nattflyn. Inga underarter finns listade i Catalogue of Life.